# ارتيز بوردا
ارتيز بوردا (بالإسبانية: Aritz Borda)‏ (3 يناير 1985 بلاسارتي-أوريا في إسبانيا - ) هو لاعب كرة قدم إسباني في مركزي الدفاع وقلب الدفاع. لعب مع أتلتيك بيلباو ب وديبورتيفو ألافيس ورابيد بوخارست وريال سوسيداد ب وريال يونيون وريكرياتيفو ونادي أبويل ونادي موانغتونغ يونايتد ونادي ميرانديس.

## وصلات خارجية
- ارتيز بوردا على موقع قاعدة بيانات كرة القدم.إي يو (الإنجليزية)
- ارتيز بوردا على موقع Soccerbase.com (لاعب) (الإنجليزية)
- ارتيز بوردا على موقع Soccerway.com (الإنجليزية)